# 蘧伯玉
蘧伯玉（？—？），姬姓，蘧氏，名瑗，字伯玉，春秋末年卫国大夫。由於他的作為被孔子所稱許，後世多配祀孔廟。

## 簡介
蘧伯玉是衞國有名的賢臣，吳國的季札訪問衞國時，曾稱讚蘧伯玉等大臣為「君子」。蘧伯玉與孔子多來往，孔子曾稱讚其「力求寡過」；其五十歲時，能記得自己這四十九年來犯過的錯誤，故後世常用「寡過知非」來評價蘧伯玉。
衛靈公有寵臣彌子瑕，為人不肖，史魚屢諫衛靈公，希望能重用蘧伯玉，史魚命子孫將他遺體不下葬，要以其屍體「屍諫」衛靈公，希望能夠斥退彌子瑕，重用蘧伯玉。孔子評價道：「直哉史魚！邦有道，如矢；邦無道，如矢。君子哉蘧伯玉！邦有道，則仕；邦無道，則可卷而懷之。」
蘧伯玉為臣十分恭敬。衛靈公與南子乘車時，聽到附近有馬車的聲音，突然停止了一會兒，又出現了馬車聲音。南子說一定是蘧伯玉乘車來了。南子認為，乘車經過公家，應該下車步行一下，表示敬意，但一般人若見四下無人，絕對不會照辦；在衛國只有蘧伯玉這種最遵守禮節的人，才願意這樣做。

## 軼事

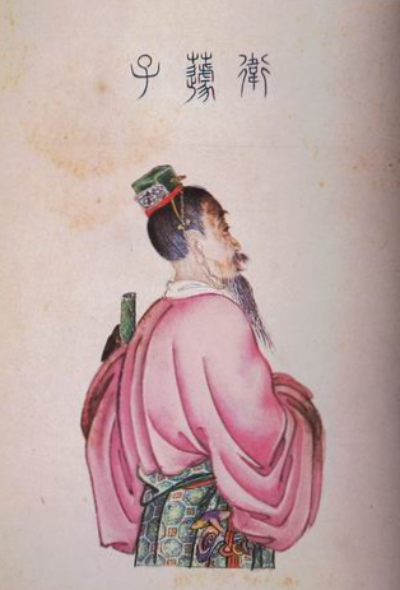
衛蘧子像（取自清乾隆年間《歷代名臣像解》）

- 《淮南子》載：蘧伯玉为衛相時，與子贡有過一次談話，稱自己以「無為」治國；晉國的公卿趙簡子想要攻打衛國，但有人向他說：「衛國有蘧伯玉為政。」趙簡子於是就放棄了[7]。
- 《說苑》載，蘧伯玉曾奉命出使楚国，並諷諫楚王，使其重用公子晳等楚國的人才[8]。